# Hieronim Antoni Szeptycki
Hieronim Antoni Szeptycki herbu własnego (ur. 1700, zm. 10 sierpnia 1773 w Warszawie) – polski biskup, członek konfederacji Czartoryskich.

## Życiorys
Był biskupem pomocniczym łuckim w latach 1739–1759, a następnie biskupem diecezjalnym płockim od 24 września 1759 do 9 sierpnia 1773. Był też członkiem konfederacji Czartoryskich w 1764 roku i elektorem Stanisława Augusta Poniatowskiego w 1764 roku z województwa płockiego. W 1764 roku na sejmie koronacyjnym wyznaczony do komisji do compositio inter status. W 1766 roku został wyznaczony senatorem rezydentem.
W 1760 roku został odznaczony Orderem Orła Białego. Zmarł w swym pałacu na Krakowskim Przedmieściu w Warszawie. Pochowany w Pułtusku.
Pochowany w kolegiacie Zwiastowania NMP i Św. Mateusza w Pułtusku.